# Donald Duck (fumetto statunitense)
Donald Duck, intitolata Donald Duck and Friends per un certo periodo, è una pubblicazione a fumetti con personaggi della Disney pubblicata negli Stati Uniti d'America da diverse case editrici.

## Storia editoriale
La pubblicazione esordì, edita dalla Dell Comics, nel 1952, ma la numerazione non partì dal n. 1 bensì dal n. 26, in quanto vennero considerati retroattivamente facenti parte della collana anche i numeri precedenti della serie Four Color Comics intitolati Donald Duck. In realtà fu commesso un errore di conteggio in quanto il Four Color Comics numero 422 (l'ultimo intitolato a Paperino prima della creazione della testata Donald Duck) era in realtà il ventinovesimo albo della collana con titolo "Donald Duck" (quindi la numerazione di Donald Duck avrebbe dovuto partire dal numero 30). La testata all'inizio pubblicava storie di produzione statunitense realizzate da artisti quali Carl Barks e Tony Strobl.
Sotto la gestione Gladstone (1986-1990 e 1993-1998) e Gemstone (2003-2008), essendosi interrotta la produzione statunitense, Donald Duck pubblicò, oltre alle ristampe delle storie brevi da dieci pagine di Barks con Paperino protagonista, anche storie di produzione straniera, soprattutto Egmont. Sotto la gestione Gladstone sono state pubblicate nella testata due storie italiane, Paperino e l'amuleto di Amundsen di Romano Scarpa (pubblicata negli USA su DD n. 279 del 1990) e Paolino Paperino e il mistero di Marte (1937) di Federico Pedrocchi (pubblicata negli USA su DD n. 286 del 1994). Nel 1990, quando la Disney cominciò a pubblicare direttamente gli albi a fumetti come "Disney Comics" esautorando la Gladstone, la testata Donald Duck fu cancellata, e le storie del personaggio vennero pubblicate nella testata Donald Duck Adventures. Nel 1993 la Gladstone ritornò a pubblicare gli albi Disney americani prendendo il posto della Disney Comics, e ripristinò la testata Donald Duck. Nel corso del secondo periodo Gladstone furono pubblicate, ruotate di 90 gradi per evitare di rimontarle, anche numerose strisce giornaliere di Paperino disegnate da Al Taliaferro. Nel 1998 la testata fu cancellata dalla Gladstone per le scarse vendite. Nel 2003 la testata tornò a essere pubblicata, questa volta dalla casa editrice Gemstone, cambiando tuttavia titolo in Donald Duck and Friends. Sotto la gestione Gemstone sono state pubblicate nella testata anche storie di Topolino, anche se ovviamente in minoranza rispetto a quelle su Paperino. L'albo sotto la gestione Gemstone aveva 32 pagine circa e costava quasi 3 dollari. Nel dicembre 2006 con il n. 346 la Gemstone fu costretta a chiudere la testata per l'aumento del costo della carta.
La testata ritornò nelle fumetterie statunitensi nel settembre 2009 edita da Boom Kids. Sotto la gestione Boom DD&F è formato da 24 pagine di fumetti, prevalentemente di produzione italiana. Le storie pubblicate venivano poi ristampate alcuni mesi dopo la loro prima pubblicazione in volumi speciali TPB ognuno raccogliente quattro numeri della testata. I primi dodici numeri (n. 347-358, volumi 1-3, settembre 2009-settembre 2010) contengono le prime quattro storie della saga italiana di DoubleDuck, iniziata in Italia nel 2007 e tuttora in corso. A partire dal n. 359, la Boom ha deciso di dedicare quattro numeri alle arti marziali pubblicando fino al n. 362 storie con questo tema prevalentemente di produzione italiana (ma nel n. 360 è stata pubblicata anche una danese mentre il n. 362 contiene solo storie Egmont).
A partire dal febbraio 2011 (n. 363), per celebrare il 70º anniversario di Walt Disney's Comics and Stories, la testata torna a intitolarsi Donald Duck (cancellando il and Friends dalla denominazione) e riprende a pubblicare storie a fumetti "classiche" (l'iniziativa si chiama "Classics are back at Boom"). Il n. 363 ha una lunghezza di 40 pagine in luogo delle abituali 24. Dal numero successivo le pagine tornarono ad essere 24. Il nuovo ma breve corso della testata, durato soli cinque numeri, fu caratterizzato dalla pubblicazione di storie preziose come il classico italiano del 1938 Paperino inviato speciale di Federico Pedrocchi, i sequel (uno di produzione statunitense, l'altro di produzione italiana) di Paperino e l'oro del Pirata di Carl Barks, alcuni dei remake inediti delle storie di Barks realizzati da Daan Jippes e infine due ten pagers di Barks, storie Egmont e ristampe di storie statunitensi.
Il n. 367 del giugno 2011, però, fu per quattro anni l'ultimo della testata: infatti la Boom Kids (dal 2011 Kaboom) ha chiuso tutte le testate Disney classiche a giugno, mentre ha cessato di pubblicare del tutto i fumetti Disney (inclusi quelli Disney Afternoon) nell'ottobre 2011.
I diritti per le pubblicazioni Disney sono stati acquisiti nel 2015 da IDW Publishing, che nel maggio 2015 ha riaperto la collana, che ha ora un formato di 40 pagine, ad eccezione del n. 368 che, per celebrare la riapertura della collana, ne ha 48. La testata ora ha una doppia numerazione: la numerazione principale riparte dal n. 1 perché conta quanti numeri la casa editrice IDW ha pubblicato, mentre la numerazione "legacy" ("eredità") tiene conto anche dei numeri pubblicati dagli editori precedenti; così, ad esempio, il n. 368 ha una doppia numerazione (1/368). Usciranno anche dei volumi TPB che raccoglieranno ognuno tre numeri della testata: per esempio il volume 1 TPB di Donald Duck ha ristampato i contenuti dei primi tre numeri della testata sotto la gestione IDW. Tutti i primi sei numeri della gestione IDW contengono storie italiane, realizzate da Romano Scarpa, Giorgio Cavazzano e Giovan Battista Carpi, mentre come storie secondarie sono state pubblicate storie olandesi, dello Studio Disney e statunitensi. Nei numeri 5 e 6 del nuovo corso della testata è stata pubblicata Paperinik il diabolico vendicatore, la storia di debutto di Paperinik. Le grandi assenti per quanto riguarda i primi sei numeri sono le storie della Egmont, che, sotto le gestioni Gladstone, Disney e Gemstone, erano le più esportate.
Successivamente la testata diventa più varia: tornano ad essere pubblicate le storie Egmont, anche se per lo più quelle lunghe a tre righe per pagina, che occupano la maggior parte delle pagine dei numeri 7, 13, 16 e 18 della testata, senza contare la storia sul n. 10 che è di produzione italo-danese (sceneggiatura dei McGreal, in forza alla Egmont, e disegni di Cavazzano, che lavora per la Disney Italia); sui n. 11 e 17 vengono invece pubblicate storie lunghe olandesi. Le storie italiane continuano comunque ad essere pubblicate frequentemente sulla testata, tra cui spicca Paperino missione Zantaf di Chendi e Bottaro.
In seguito alla pubblicazione del n. 18, uscito nell'ottobre 2016, la testata sospende temporaneamente le pubblicazioni per cinque mesi, venendo sostituita dalla miniserie in cinque numeri Donald Quest, con testi di Stefano Ambrosio, disegni di numerosi disegnatori italiani e traduzione ed adattamento dei dialoghi a cura dei McGreal. Alla ripresa delle pubblicazioni, con il n. 19 uscito nel marzo 2017, il numero di pagine viene ridotto a 32 pagine, a causa dell'aumento del costo della carta. Dopo il n. 21, pubblicato nel giugno 2017, la testata viene chiusa insieme a Mickey Mouse (almeno temporaneamente); le due testate vengono sostituite da un nuovo trimestrale di 48 pagine, Donald and Mickey, che si alternerà con Walt Disney's Comics and Stories (anch'esso trimestrale). Nel gennaio 2018 uscì inoltre un nuovo mensile di 32 pagine, Walt Disney Showcase, che contiene storie lunghe recenti italiane con i personaggi di Topolinia o Paperopoli; tuttavia fu cancellato dopo appena sei numeri. Nel 2018 anche Donald and Mickey fu cancellato dopo soli quattro numeri.